# Eduardo Fracchia
Eduardo Antonio Fracchia (Resistencia, Chaco, 8 de julio de 1945 - 19 de junio de 1999) fue un profesor, filósofo y poeta argentino. Fue uno de los pensadores más respetados del nordeste argentino, y destacó tanto en ficción como en ensayo. Fue Profesor de Filosofía y Ciencias de la Educación y ejerció la docencia en la cátedra "Filosofía Moderna" de la Faculta de Humanidades de la Universidad Nacional del Nordeste donde enseñaba una "filosofía de la resistencia", inquisitiva, propia, de involucramiento y compromiso. Dictó cursos, seminarios, conferencias y participó como jurado en numerosos concursos literarios organizados tanto en Chaco como en Corrientes. Participó en el Encuentro Nacional de Pensadores, realizado en Buenos Aires en noviembre de 1998, como representante de la Subsecretaría de Cultura de la provincia del Chaco, con la ponencia "La multiculturalidad de los pueblos". En el año 2009 la filósofa y docente Martha Bardaro publicó un libro titulado "Filosofía y poesía en Eduardo Fracchia", donde analiza la obra llamada Antipoesías desde un punto de vista filosófico.En el año 2017 se inauguró en la localidad de General San Martin un Instituto de Formación Superior que fue bautizado con su nombre.

## Obra
- 1976 - La rosa hecha escudo (poemas)
- 1980 - Huesos secos (poemas)
- 1981 - Severino (teatro)
- 1983 - Sísifo, apuntes de un deicida (ensayo)
- 1983 - Ser o ser (ensayo)
- 1993 - Arte y tolerancia (ensayo)
- 1997 - Apuntes para una filosofía de la resistencia (ensayo, reeditado en el 2001)
- 1997 - "Himno a Dionisos" (poema) En: Antología Poética de Autores Regionales
- 1998 - Antipoesías (poemas)

## Premios
- 1976 - Premio Nacional de Poesía, por su libro La rosa hecha escudo.[1]